# Via Gabiniana
Via Gabiniana bila je starorimska cesta. Prometnica je vodila od Salone do Andetriuma (Muća). Ime nosi u čast vojskovođe A. Gabinija, kojega je Cezar poslao da pokori pleme Delmata (48. pr. Kr. – 47. pr. Kr.). Dao ju je sagraditi u 1. stoljeću Publije Kornelije Dolabella. i jedna je od pet cesta koje je Dolabella dao sagraditi a vode iz Salone u unutrašnjost Dalmacije. Smatra se da je Via Gabiniana od Andetriuma išla vjerojatno kroz Zagoru na sjever. Preostale četiri ceste su cesta iz Salone preko Čitluka kraj Sinja na sjeveroistok u dolinu Save (Salona - ad fines provinciae Illyrici, preko Andetriuma, Livanjskog polja, Glamočkog polja, doline Vrbasa do Save ), zatim iz Salone na Pons Tiluri (Trilj). Pravac četvrte i pete ceste nije poznat, znade im se samo duljina. Grga Novak smatra da su vjerojatno bile nastavak prijašnjih. Podatak o njima sačuvan je na kamenu miljokazu (tituli miliari). Cesta je dovršena do 16./17. godine. Arthur Evans piše da cesta prolazi pored Kistanja i Archi Romani, tj. kako ih mjesni Morlaci zovu "Šuplje crkve" odnosno "Trajanova dvorca".

Via Gabiniana spajala je centre pravcem Burnum – Promona – Magnum – Andertium – Salona. centre Burnum – Promonu – Magnum – Andertium – Salonu. Područje kroz koje je prolazila bilo je gusto naseljeno, osobito u poljskom dijelu. Smatra se da je ovdje bio skup poljodjelskih gospodarstava koja su brojila i do stotinu ljudi, tako zvane ville rustice. Kraj je bio razvijen još u željeznom dobu. U selu Umljanovići – Balina glavica bilo je veliko pretpovijesno naselje Synotion, koje je rimski car Oktavijan August savim razorio. Na mjestu Synotiona niknuo je Municipium Magnum, veliki rimski grad, urbani antički centar koji su opstao preko 400 godina. Ovdje su se preko 150 godina sukobljavali Delmati i Rimljani.

## Vanjske poveznice
- The Oxford Handbook of Roman Epigraphy - Google Knjige, str. 650-1, ur.  Christer Bruun,J. C. Edmondson